# 朱衣點 (清朝知縣)
朱衣点（生年不詳—卒年不詳），字遇修，四川遂宁县人，清朝政治人物。
朱衣点为举人出身。康熙十八年（1679年）接替沈尚仁任崇明县知县一职，在任十三年1692年。